# 2024–2025-ös ICE Hockey League-szezon
A 2024–2025-ös ICE Hockey League-szezon Ausztria első osztályú jégkorongbajnokságának, az ICE Hockey League-nek a kilencvenötödik szezonja. A 2023–2024-es szezon rájátszásának a győztese az EC Red Bull Salzburg volt.

## Résztvevők
Jelenleg 13 klub részvételével zajlanak a küzdelmek. A nyolc osztrák klub mellett jelenleg egy szlovén, egy magyar, és három olasz csapat vesz részt benne.
- Fehérvár AV19 (AVS)
- Olimpija Ljubljana (OLL)
- Pioneers Vorarlberg (PIV)
- EHC Black Wings Linz (EHL)
- Graz 99ers (G99)
- HC TWK Innsbruck (HCI)
- EC Klagenfurt (KAC)
- HCB Südtirol Bolzano (HCB)
- Migross Supermercati Asiago (ASH)
- HC Pustertal Wölfe (HCP)
- EC Red Bull Salzburg (RBS)
- Vienna Capitals (VIC)
- EC Villacher SV (VSV)

## Alapszakasz
A táblázat frissítve: 2025. május 16.
|  | A csapat bejut a rájátszásba                                   |
|  | A csapat kvalifikációs fordulót játszik a rájátszásba jutásért |
|  | A csapat nem jut be a rájátszásba                              |

| Poz. | Csapat                      | LM | Gy | GY.H. | V.H. | V  | G       | P  |
| ---- | --------------------------- | -- | -- | ----- | ---- | -- | ------- | -- |
| 1.   | EC Klagenfurt               | 48 | 27 | 5     | 6    | 10 | 183:121 | 97 |
| 2.   | EC Red Bull Salzburg        | 48 | 27 | 4     | 6    | 11 | 173:130 | 95 |
| 3.   | HCB Südtirol Bolzano        | 48 | 25 | 8     | 2    | 13 | 155:113 | 93 |
| 4.   | EHC Black Wings Linz        | 48 | 24 | 6     | 4    | 14 | 155:121 | 88 |
| 5.   | Graz 99ers                  | 48 | 25 | 3     | 5    | 15 | 149:121 | 86 |
| 6.   | EC Villacher SV             | 48 | 23 | 6     | 5    | 14 | 173:143 | 86 |
| 7.   | Fehérvár AV19               | 48 | 27 | 1     | 2    | 18 | 142:118 | 85 |
| 8.   | Olimpija Ljubljana          | 48 | 16 | 9     | 3    | 20 | 129:137 | 69 |
| 9.   | HC Pustertal Wölfe          | 48 | 15 | 3     | 8    | 22 | 141:155 | 59 |
| 10.  | Vienna Capitals             | 48 | 15 | 4     | 4    | 25 | 116:148 | 57 |
| 11.  | Pioneers Vorarlberg         | 48 | 15 | 2     | 4    | 27 | 113:151 | 53 |
| 12.  | Migross Supermercati Asiago | 48 | 8  | 4     | 6    | 30 | 128:192 | 38 |
| 13.  | HC TWK Innsbruck            | 48 | 7  | 3     | 3    | 35 | 99:206  | 30 |

## Statisztikák
A táblázat frissítve: 2024. október 20.
| Helyezés | Név                       | Csapat                      | LM | G | GP | P  |
| -------- | ------------------------- | --------------------------- | -- | - | -- | -- |
| 1.       | Petan Alex                | HC Pustertal Wölfe          | 11 | 3 | 10 | 13 |
| 2.       | Hughes John               | EC iDM Wärmepumpen VSV      | 8  | 4 | 9  | 13 |
| 3.       | Gennaro Matteo Vittorio J | Migross Supermercati Asiago | 8  | 6 | 7  | 13 |
| 4.       | Bourke Troy Wayne         | EC Red Bull Salzburg        | 8  | 7 | 5  | 12 |
| 5.       | From Mathias              | EC Klagenfurt               | 9  | 8 | 4  | 12 |
| 6.       | Ierullo Alexander Joseph  | Migross Supermercati Asiago | 8  | 2 | 9  | 11 |
| 7.       | Haudum Lukas              | Graz 99ers                  | 9  | 3 | 8  | 11 |
| 8.       | Jensen Aabo Jesper        | EC Klagenfurt               | 9  | 2 | 8  | 10 |
| 9.       | Saracino Nicholas Samuel  | Migross Supermercati Asiago | 8  | 2 | 8  | 10 |
| 10.      | Hancock Kevin             | EC iDM Wärmepumpen VSV      | 8  | 4 | 6  | 10 |